# Královéhradecká diecéze Církve československé husitské

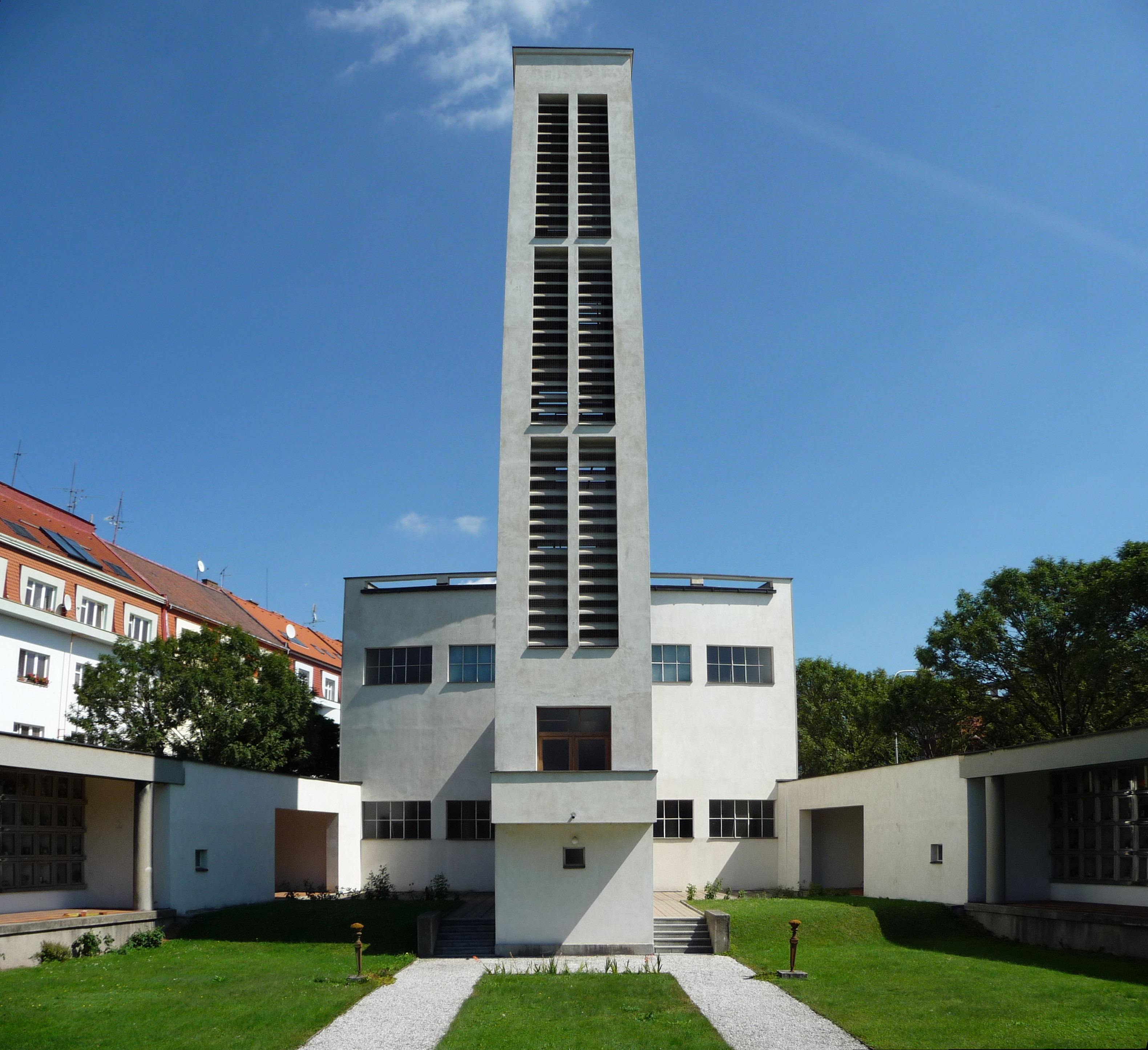
Sbor kněze Ambrože v Hradci Králové

Královéhradecká diecéze Církve československé husitské je jedna z šesti diecézí CČSH, působících na území České a Slovenské republiky. Vznikala v letech 1921–1923 jako jedna ze tří prvotních diecézí Církve československé pod názvem Východočeská diecéze CČS. Od 15. listopadu 1925 se stal jejím sídlem Hradec Králové, současným biskupem je od roku 2013 Mgr. Pavel Pechanec. Královéhradeckou diecézi tvoří 4 vikariáty s 62 náboženskými obcemi, diecézní ústředí sídlí na adrese Ambrožova 728, 500 02 Hradec Králové.

## Seznam biskupů
- Gustav Adolf Procházka (1923–1928), biskup východočeský
- Stanislav Kordule (1928–1940), biskup východočeský
- Jan Amos Tabach (1945–1953)
- Bohumil Skalický (1953–1965)
- Josef Pochop (1965–1981)
- Jaromír Tuček (1982–1989; 1990–1999)
- Štěpán Klásek (1999–2013)
- Pavel Pechanec (2013–dosud)

## Vikariáty a náboženské obce

### Vikariát Hradec Králové
• Dobruška • Holohlavy • Hradec Králové • Chlumec nad Cidlinou • Jičín • Kostelec nad Orlicí • Nechanice • Nekoř • Nová Paka • Nový Bydžov • Rychnov nad Kněžnou • Sobotka • Velký Vřešťov • Vysoké Veselí • Žamberk

### Vikariát Liberec
Bakov nad Jizerou • Bozkov • Česká Lípa • Český Dub • Držkov • Frýdlant v Čechách • Hrádek nad Nisou • Jablonec nad Nisou • Jenišovice • Liberec 5 • Lomnice nad Popelkou • Mimoň • Mnichovo Hradiště • Nový Bor • Přepeře • Semily II-Podmoklice • Turnov • Velké Hamry • Vrchlabí • Vysoké nad Jizerou

### Vikariát Náchod
• Broumov • Červený Kostelec • Česká Skalice • Dvůr Králové nad Labem • Hronov I. • Jaroměř I. • Jilemnice • Machov • Náchod • Nové Město nad Metují • Police nad Metují • Rtyně v Podkrkonoší • Studnice • Trutnov • Úpice

### Vikariát Pardubice
• Čáslav • Česká Třebová • Heřmanův Městec • Hlinsko • Holice v Čechách • Choceň • Chrudim 4 • Lanškroun • Litomyšl • Pardubice 2 • Přelouč • Vysoké Mýto